# Sirník
Sirník, ungarisch Szürnyeg (bis 1948 slowakisch „Sirnek“) ist eine Gemeinde im Osten der Slowakei mit 550 Einwohnern (Stand 31. Dezember 2024), die zum Okres Trebišov, einem Kreis des Košický kraj, gehört. Sie ist Teil der traditionellen Landschaft Zemplín.

## Geographie
Die Gemeinde befindet sich im  Ostslowakischen Tiefland am rechten Ufer der Ondava. Das Ortszentrum liegt auf einer Höhe von 128 m n.m. und ist 19 Kilometer von Trebišov entfernt.
Nachbargemeinden sind Hraň im Nordwesten und Norden, Malčice und Petrikovce im Nordosten, Oborín (Katastralgemeinde Kucany) im Osten, Brehov im Süden und Zemplínske Jastrabie im Südwesten und Westen.

## Geschichte

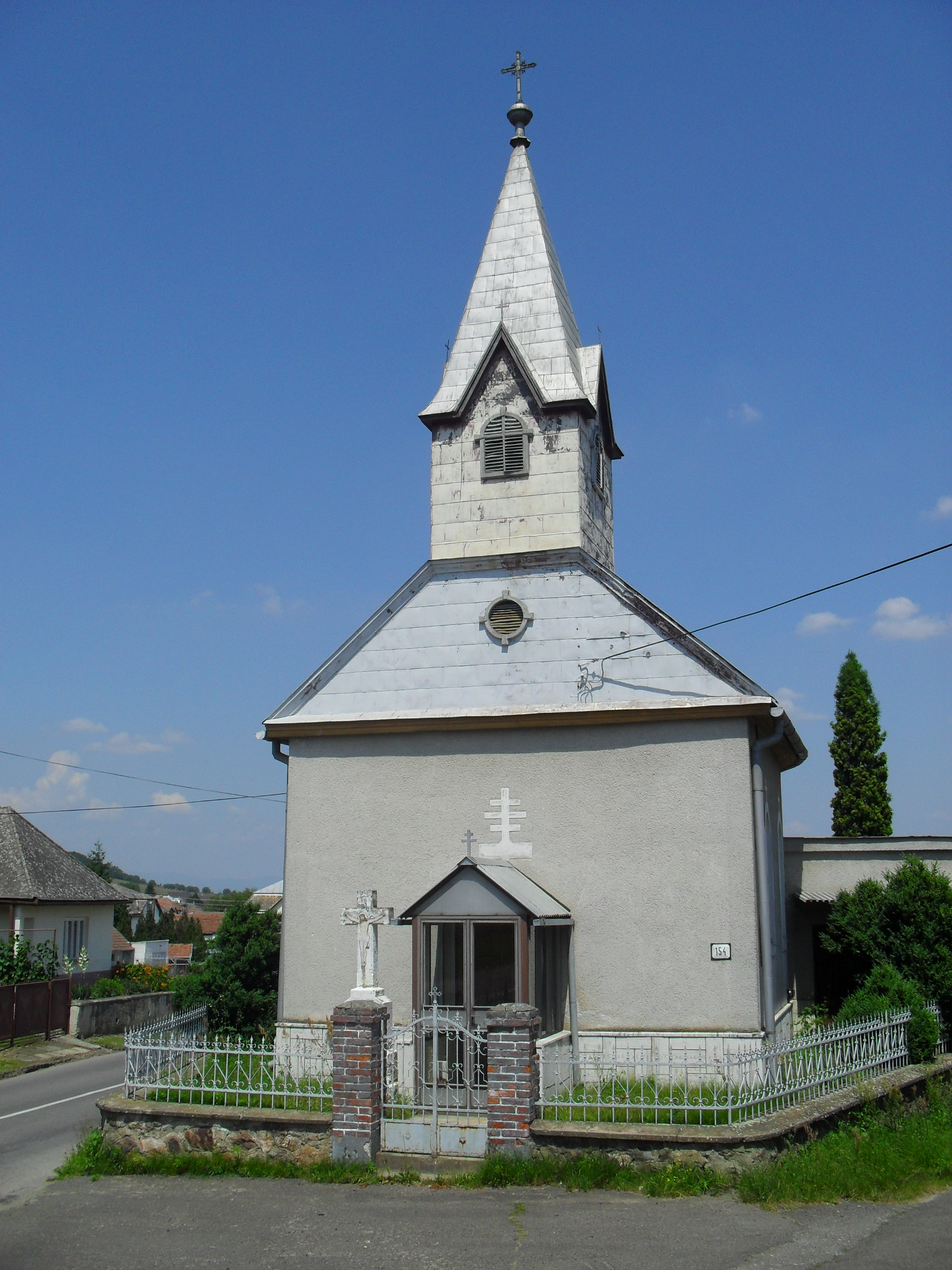
Reformierte Kirche

Das Gemeindegebiet von Sirník wurde in der Jungsteinzeit besiedelt, mit archäologischen Funden einer Siedlung der Bükker Kultur, später einer Siedlung der Linearbandkeramischen Kultur, aus der älteren und jüngeren Bronzezeit, Hallstatt- und Latènezeit sowie einer slawischen Siedlung.
Sirník wurde zum ersten Mal 1403 als Zywrnegh schriftlich erwähnt, weitere historische Bezeichnungen sind unter anderen Zwrnyhegh (1438), Zywrnyegh (1448) und Szurnyek (1773). 1419 war das Dorf Besitz des Landadels, 1557 wurden 10 Porta verzeichnet, von 1598 bis zum 19. Jahrhundert waren Angehörige der Familie Barkóczy sowie anderer Familien Gutsherren.
1715 gab es 10 verlassene und acht bewohnte Haushalte. 1787 hatte die Ortschaft 51 Häuser und 348 Einwohner, 1828 zählte man 82 Häuser und 628 Einwohner, die überwiegend als Landwirte und Viehzüchter tätig waren.
Bis 1918/1919 gehörte der im Komitat Semplin liegende Ort zum Königreich Ungarn und kam danach zur Tschechoslowakei beziehungsweise heutigen Slowakei. In der Zeit der ersten tschechoslowakischen Republik war Sirník ein landwirtschaftlich geprägtes Dorf. Auf Grund des Ersten Wiener Schiedsspruchs war der Ort von 1938 bis 1944 noch einmal Teil Ungarns.

## Bevölkerung
| Jahr                | 1994 | 2004    | 2014    | 2024    |
| ------------------- | ---- | ------- | ------- | ------- |
| Anzahl der Personen | 592  | 603     | 598     | 550     |
| Unterschied         |      | +1,85 % | −0,82 % | −8,02 % |

| Jahr                | 2023 | 2024    |
| ------------------- | ---- | ------- |
| Anzahl der Personen | 552  | 550     |
| Unterschied         |      | −0,36 % |

Nach der Volkszählung 2011 wohnten in Sirník 631 Einwohner, davon 469 Slowaken, 135 Magyaren, 13 Roma, zwei Tschechen sowie ein Russine. 12 Einwohner machten keine Angabe zur Ethnie.
203 Einwohner bekannten sich zur reformierten Kirche, 150 Einwohner zu den Zeugen Jehovas, 135 Einwohner zur griechisch-katholischen Kirche, 73 Einwohner zur römisch-katholischen Kirche, 15 Einwohner zur orthodoxen Kirche sowie jeweils ein Einwohner zur Bahai-Religion, zu den christlichen Gemeinden, zur Evangelischen Kirche A. B. und zur jüdischen Gemeinde. 36 Einwohner waren konfessionslos und bei 15 Einwohnern wurde die Konfession nicht ermittelt.

## Bauwerke und Denkmäler

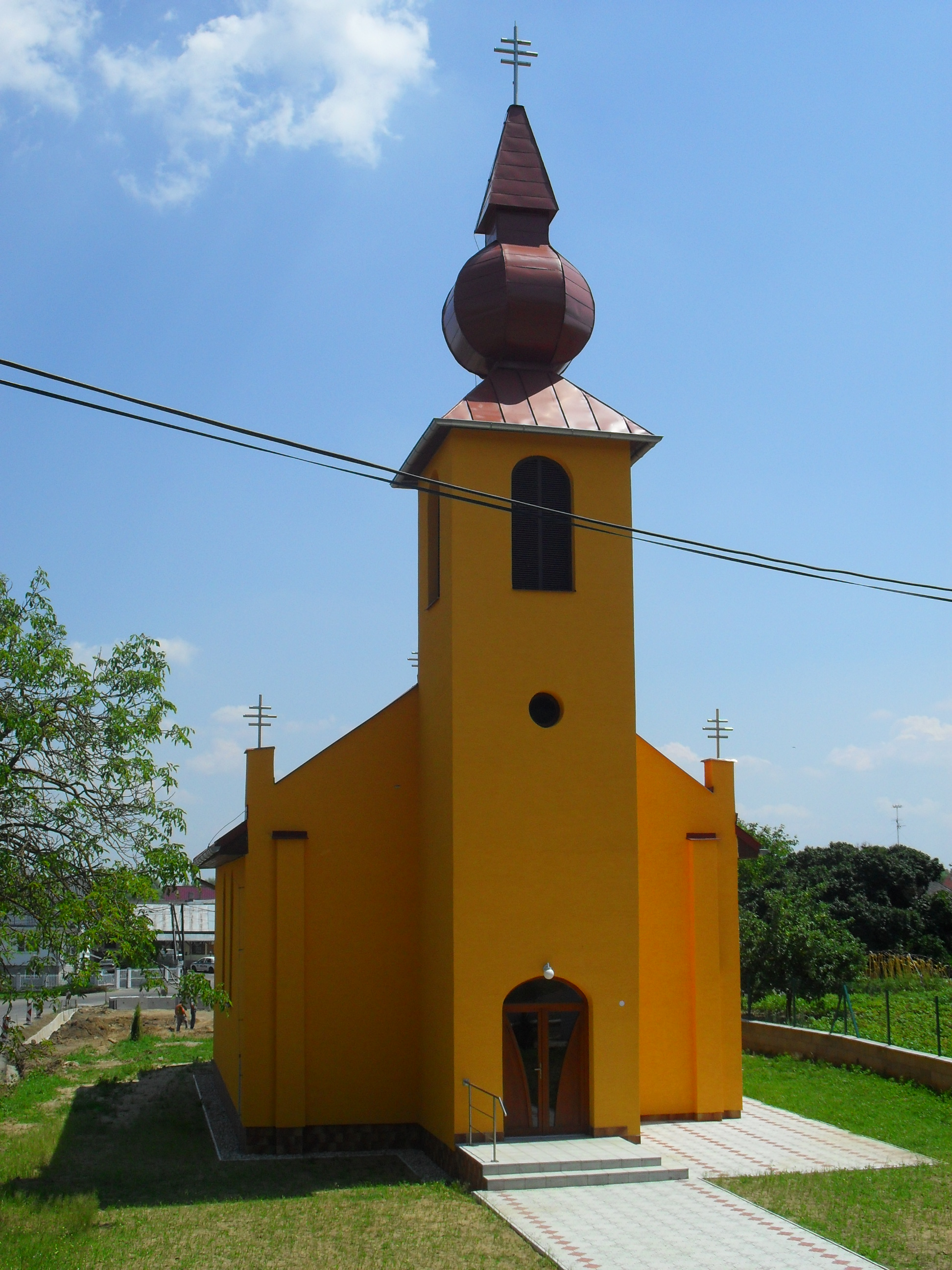
Griechisch-katholische Kirche

- reformierte (calvinistische) Kirche aus dem Jahr 1827
- griechisch-katholische Kirche

## Verkehr
Durch Sirník führt die Cesta III. triedy 3663 („Straße 3. Ordnung“) von Cejkov und Brehov heraus und weiter nach Hraň und Novosad. Südlich des bebauten Ortsgebiets kreuzt sie sich mit der Cesta II. triedy 552 („Straße 2. Ordnung“) zwischen Zemplínsky Branč und Oborín. Der nächste Bahnanschluss ist in Veľaty an der Bahnstrecke Michaľany–Łupków.